# Prometheoarchaeum
Prometheoarchaeum es una arquea pequeña cocoide anaerobia de muy lento crecimiento, del sedimento marino profundo. Destaca por ser al presente (2020), la única arquea Asgard o del filo Promethearchaeota que ha logrado ser cultivada. El éxito de su cultivo ha sido un gran acontecimiento dentro de la comunidad científica, debido a que se ha identificado que una arquea Asgard estuvo directamente involucrada en el origen de la célula eucariota.
Inicialmente se denominó cepa MK-D1 y como especie se le ha dado denominado Prometheoarchaeum syntrophicum. Este nombre deriva de Prometeo, un titán de la mitología griega, quien robó el fuego de los dioses para dárselo a los hombres; y de sintrofía, un tipo de metabolismo microbiano colaborativo entre especies.

## Características
Es una arquea pequeña, con alrededor de 550 nm de diámetro. No presenta orgánulos visibles. Degrada los aminoácidos a través de la sintrofía. Es morfológicamente complejo, con protuberancias únicas que son largas y a menudo ramificadas. El crecimiento es extremadamente lento, lográndose la duplicación en laboratorio cada 14 a 25 días.
Se observaron características típicas arqueanas, como la firmas de isoprenoides, genes para sintetizar lípidos de tipo éter y envoltura celular que puede estar compuesta de una membrana y una capa S circundante.

## Descubrimiento y cultivo
Su descubrimiento y cultivo fue producto de un exhaustivo trabajo de un equipo japonés. Se utilizó el método de cultivo a largo plazo de una comunidad microbiana anaerobia oxidante de metano a partir de sedimento de infiltración de metano en aguas profundas utilizando un biorreactor de flujo continuo. Después de aproximadamente un año de incubación a 20 °C, se encontró una débil turbidez celular en uno de los cultivos provenientes de una extracción del sedimento marino en la fosa de Nankai (Japón) a 2500 metros de profundidad y a una temperatura 2 °C, la cual se cultivó usando casaminoácidos  (aminoácidos de caseína) suplementados con cuatro antibióticos supresores de bacterias; encontrando una comunidad simple de Halodesulfovibrio y el recién descubierto Prometheoarchaeum. Se hizo un subcultivo que requirió más de 3 meses para alcanzar un crecimiento considerado completo. Los análisis revelaron una estrecha asociación física con Halodesulfovibrio y en menor medida con Methanogenium, con quienes puede catabolizar aminoácidos y péptidos a través del crecimiento sintrófico determinado por la transferencia de hidrógeno (y/o formiato) entre especies.